# Барбасена (мікрорегіон)

Барбасена на карті штату Мінас-Жерайс

Барбасена (порт. Microrregião de Barbacena) — мікрорегіон у Бразилії, входит до штату Мінас-Жерайс. Складова частина мезорегіону Кампу-дас-Вертентіс. Населення становить 219 556 чоловік на 2006 рік. Займає площу 3360,771 км². Густота населення — 65,3 чол./км².

## Склад мікрорегіону
До складу мікрорегіону включені такі муніципалітети:
1. Алфреду-Васконселус
2. Антоніу-Карлус
3. Барбасена
4. Баррозу
5. Капела-Нова
6. Каранаїба
7. Карандаї
8. Дестерру-ду-Мелу
9. Ібертіога
10. Ресакінья
11. Санта-Барбара-ду-Тугуріу
12. Сеньора-дус-Ремедіус

| Бразилія | Це незавершена стаття з географії Бразилії. Ви можете допомогти проєкту, виправивши або дописавши її. |